# Germaansche SS

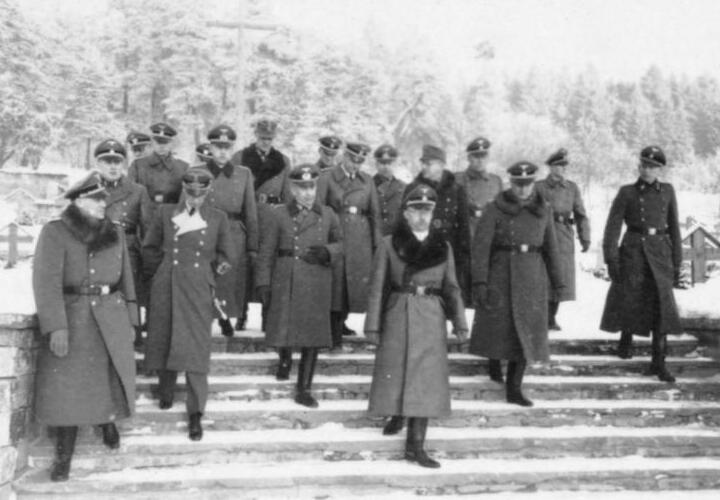
Himmler en officieren van de Wehrmacht en Luftwaffe inspecteren troepen van de Waffen-SS in Noorwegen (1941).

De Germaansche SS was de verzamelnaam van verschillende paramilitaire groepen, die van 1939 tot 1945 opkwamen in door Duitsland bezette gebieden. De Germaansche SS was gebaseerd op het model van de Schutzstaffel (SS). Ze was gebaseerd op dezelfde principes als de Allgemeine-SS en had als doel de nationaalsocialistische rassendoctrine en antisemitisme op te leggen. Dit deed zij voornamelijk door lokale politietaken op zich te nemen en eenheden van de Gestapo, de Sicherheitsdienst (SD) en andere afdelingen van de Reichssicherheitshauptamt te versterken. De Nederlandse organisatie werd opgericht onder de naam Nederlandsche SS maar later omgedoopt tot Germaansche SS in Nederland. Ze was betrokken bij razzia's tegen joden voor deportatie naar vernietigingskampen. Na de oorlog werden de meeste leden van de Germaansche SS in Nederland gebrandmerkt als landverraders en werd een deel veroordeeld wegens oorlogsmisdaden.

## Lijst van Germaansche SS organisaties
- Nederland: Germaansche SS in Nederland (voor 1942: Nederlandsche SS)
- België: Germaansche SS in Vlaanderen (voor 1942: Algemeene-SS Vlaanderen)
- Noorwegen: Germanske SS Norge (voor 1942: Norges SS)
- Denemarken: Schalburgkorps
- Zwitserland: Germanische SS Schweiz